# South Bay Lakers 2017-2018
La stagione 2017-18 dei South Bay Lakers fu l'11ª nella NBA D-League per la franchigia.
I South Bay Lakers arrivarono secondi nella Pacific Division con un record di 28-22. Nei play-off vinsero il primo turno con gli Oklahoma City Blue (1-0), la semifinale di conference con i Reno Bighorns (1-0), perdendo poi la finale di conference con gli Austin Spurs (1-0).

## Roster
| N° | Naz.                   | Ruolo | Sportivo          | Anno | Alt. | Peso |
| -- | ---------------------- | ----- | ----------------- | ---- | ---- | ---- |
| 0  | Stati Uniti (bandiera) | G     | Gary Payton       | 1992 | 191  | 86   |
| 3  | Stati Uniti (bandiera) | G     | Josh Hart         | 1995 | 196  | 98   |
| 4  | Stati Uniti (bandiera) | G     | Alex Caruso       | 1994 | 196  | 84   |
| 5  | Stati Uniti (bandiera) | G     | Ian Baker         | 1993 | 183  | 86   |
| 7  | Stati Uniti (bandiera) | G     | Demarcus Holland  | 1994 | 188  | 86   |
| 8  | Stati Uniti (bandiera) | G     | Scott Machado     | 1990 | 185  | 93   |
| 10 | Stati Uniti (bandiera) | G     | Andre Ingram      | 1985 | 191  | 88   |
| 13 | Stati Uniti (bandiera) | G     | Steph Branch      | 1995 | 196  | 94   |
| 14 | Stati Uniti (bandiera) | A     | V.J. Beachem      | 1995 | 203  | 91   |
| 17 | Stati Uniti (bandiera) | G     | Vander Blue       | 1992 | 193  | 91   |
| 20 | Stati Uniti (bandiera) | C     | Stephen Zimmerman | 1996 | 211  | 117  |
| 21 | Stati Uniti (bandiera) | A     | Travis Wear       | 1990 | 208  | 86   |
| 25 | Stati Uniti (bandiera) | GA    | Robert Heyer      | 1992 | 191  | 93   |
| 31 | Stati Uniti (bandiera) | C     | Thomas Bryant     | 1997 | 208  | 112  |
| 40 | Croazia (bandiera)     | C     | Ivica Zubac       | 1997 | 216  | 109  |
| 43 | Stati Uniti (bandiera) | A     | James Southerland | 1990 | 203  | 100  |
| 55 | Stati Uniti (bandiera) | C     | Michael Holyfield | 1992 | 211  | 122  |

## Staff tecnico
- Allenatore: Coby Karl
- Vice-allenatori: Isaiah Fox, Brian Walsh, Metta World Peace